# ユーリー-ミラーの実験

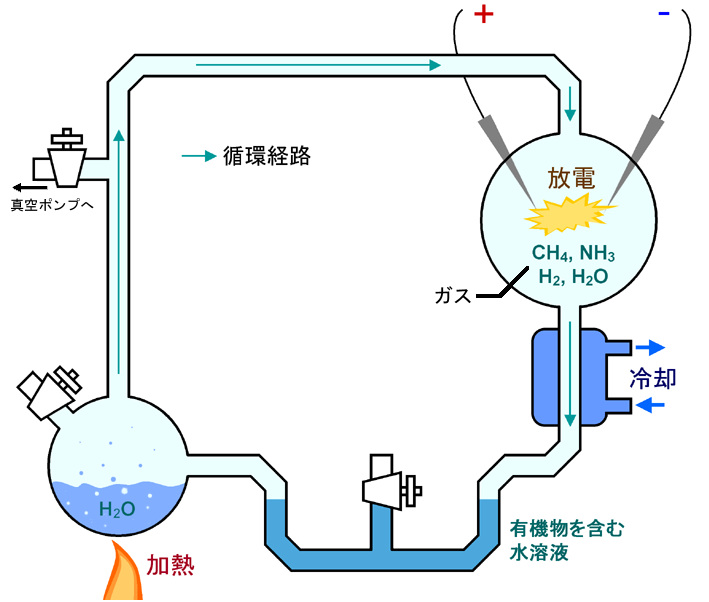
実験装置の概念図

ユーリー-ミラーの実験（ユーリーミラーのじっけん）は、原始生命の進化に関する最初の実験的検証のひとつである。いわゆる化学進化仮説の最初の実証実験として知られる。

## 内容
1953年にスタンリー・ミラーが、シカゴ大学の大学院生のときに行ったものである。地球において最初の生命が発生したとされる環境を再現することを目指し、そこで簡単な化学物質の組み合わせから、生物の素材となるような成分ができるかどうかを実験で確かめるものであった。
原始大気の組成に関しては、彼の師であるハロルド・ユーリーの「惑星形成は低温でおこるので、原始地球の大気には、水素が一定量残っており、（炭素原子や窒素原子はメタンやアンモニア中に存在する）還元的な大気である」という説をもとにしている。

## 実験の方法
実験装置は全体が気密状態となっている。まず実験素材と水を加えたフラスコがあり、これを常時加熱沸騰させる。これによって生じた蒸気は別の容器に導かれ、その内部では放電が行われている。そこから導かれた蒸気は冷却され、再び加熱中のフラスコに戻される。
使われた成分は水、メタン、アンモニア、水素である。これら4種類の気体は、実験が行われた当時の地球物理学者によって、原始地球の大気中に存在していたと考えられていた気体である。また、放電は落雷を模している。つまり、フラスコ内の溶液は原始の海にたまった海水を模し、そこで海底の熱によって蒸発したものが大気中で雷を浴び、再び冷却されて雨となって海に戻る、という過程を再現したものである。
この実験を1週間にわたって維持したところ、その溶液は次第に着色し、最終的には赤っぽくなった。そしてその中からアミノ酸の無生物的合成を確認した。

## 意義付け
「生命が地球上で誕生したこと」「生命が原始大気の下の海中で産まれたこと」は多くの生物学者の推理するところである。しかし、そのためにはその素材となる物質が、恐らく多量に存在しなければならないが、現在の地球上では人工的な合成を除いて、そのような複雑な有機物は生物の体内以外では作られないと考えられていた。この実験は、生命発生の最初の過程が原始大気と海とを舞台にして生じる可能性を確かめようとしたものである。
この実験では上記のように数種のアミノ酸の合成が確認された。これは生物にとって主要な物質であるたんぱく質の構成要素である。この実験は注目を浴び、同様の実験が行われた結果、初期の成分や条件を変えることで、核酸の成分であるプリンやピリミジン、ATPの要素であるアデニンなどができる事も確認された。
しかしながら、その後の地球物理学の研究進展により、最初の生命が誕生した時の大気はメタンやアンモニアなどの還元性気体ではなく、二酸化炭素や窒素酸化物などの酸化性気体が主成分であったと考えられるようになり、その際、酸素がどの程度含まれていたか、が論争になっている。どちらにしても、酸化的な大気における有機物の合成は著しく困難であるため、現在では、多くの生命起源の研究者たちは、ユーリー-ミラーの実験を過去のものと考えている。このように、彼の得た結果は現在では認められないものであるが、彼が切り開いたのは生命発生の過程を実験的に検証する方向性であり、これはその後の研究に大きな指針となったものであった。